# Национальный союз за демократию и прогресс (Камерун)
Национальный союз за демократию и прогресс (англ. National Union for Democracy and Progress, фр. Union Nationale pour la Démocratie et le Progrès) — политическая партия Камеруна, получающая основную поддержку с севера страны. Была создана как оппозиционная партия в начале 1990-х годов и заняла второе место по количеству мест на парламентских выборах 1992 года. Национальным главой НСДП является Белло Буба Майгари, который в настоящее время является государственным министром туризма и отдыха в правительстве.

## История
25 мая 1990 года бывший премьер-министр Белло Буба Майгари, тогда находившийся в изгнании, объявил в Париже о создании новой партии — Национального союза за демократию и прогресс в Камеруне. Партия была официально учреждена в Камеруне как Национальный союз за демократию и прогресс на встрече в Дуале 9 февраля 1991 года. Запрос на легализацию партии был подан 18 февраля, и она была легализована 25 марта 1991 года. Белло Буба вернулся в Камерун 17 августа 1991 года. Первый очередной съезд НСДП, на котором было избрано руководство партии и состав ее органов, состоялся 4–5 января 1992 года в Гаруа. На съезде Белло Буба стал главой партии, сместив предыдущего её главу – Самуэля Эбуа. Впоследствии Эбуа покинул НСДП и сформировал Движение за демократию и прогресс. Многие, включая самих членов партии, считают, что представляют собой наследие Ахмаду Ахиджо, который был президентом Камеруна с 1960 по 1982 год.
Хотя НСДП изначально согласились бойкотировать парламентские выборы 1992 года вместе с Социал-демократическим фронтом и Демократическим союзом Камеруна, в конечном итоге они всё же отказались от этой идеи и решили принять участие. На выборах, которые состоялись 1 марта 1992 года, НСДП выдвинули полные списки кандидатов в 45 из 49 избирательных округов (на 167 мест) и выиграли в общей сложности 68 из 180 мест в Национальном собрании Камеруна. Партия показала самые высокие результаты на севере, где она выиграла все 12 мест в Северном регионе и все десять мест в регионе Адамава. Они также добилась хороших результатов в Юго-Западном регионе, где она выиграла 13 из 15 мест, и в Западной провинции , где она выиграла небольшое большинство имеющихся мест (13 из 25). Результаты НСДП сделали её второй по величине партией в Национальном собрании, уступая только правящей Камерунского народного демократического движения, которая получила 88 мест. Она также стала единственной оппозиционной партией в Национальном собрании, когда две другие оппозиционные партии, Движение за оборону Республики и Союз народов Камеруна, объединились с КНДД. Двое депутатов НСДП также объединились с правящей партией.
На президентских выборах, состоявшихся 11 октября 1992 года, Белло Буба занял третье место, уступив президенту Полю Бийе и кандидату от Социал-демократического фронта Джону Фру Нди, получив 19,2% голосов.
Он оспорил официальные результаты, которые объявили Бийю победителем, заявив, что на самом деле победил Фру Нди, и он решительно выступил против назначения двух членов НСДП, Хамаду Мустафы и Иссы Чиромы, в правительство Бийи в ноябре 1992 года. Несмотря на осуждение со стороны партии за принятие назначений, Мустафа и Чирома не были немедленно исключены из неё; однако, после того как они снова приняли должности в правительстве в результате перестановок в кабинете министров в июле 1994 года, Белло Буба заявил 23 июля, что это будет означать конец их членства в НСДП. Они выступили против этого, но в январе 1995 года были исключены центральным комитетом партии..
НСДП провела свой Второй очередной конгресс 3–5 января 1997 года в Нгаундере. На парламентских выборах, состоявшихся 17 мая 1997 года, НСДП получили 13 мест. Они участвовала в бойкоте оппозиции, основанном на отсутствии независимой избирательной комиссии, президентских выборов в октябре 1997 года, на которых легко победил Бийя. Тем не менее, Белло Буба принял назначение в правительство после победы Бийи.
НСДП выиграла только одно место на парламентских выборах в июне, место Амаду Мохамана в избирательном округе Майо-Оула в Северном регионе. Белло Буба раскритиковал эти выборы как «фарс», утверждая, что низкая регистрация избирателей была использована для фальсификации выборов в пользу КНДД. Некоторые члены партии, однако, как сообщается, приписали плохие результаты НСДП неодобрению их сотрудничества с правящей партией. Некоторые члены партии хотели, чтобы Белло Буба покинул правительство после выборов 2002 года и чтобы НСДП присоединилась к более широкой оппозиции, но он решил остаться, несмотря на разногласия внутри партии.
Действуя без одобрения Белло Бубы, вице-президент НСДП Селестен Бедзиги провел переговоры с вице-председателем Социал-демократического фронта Майдади Саиду в 2002 году о том, как добиться демократических изменений в Камеруне. Бедзиги также выступал против правительственной платформы КНДД-НСДП. Обвинив Бедзинги в действиях, противоречащих решениям партии, Белло Буба уведомил Бедзинги о своём исключении из партии 4 августа 2004 года. Бедзинги в свою очередь заявил, что Белло Буба был исключен из партии 8 августа.
НСДП поддержала Бийю на президентских выборах в октябре 2004 года. Белло Буба заявил, что, хотя партии создаются для того, чтобы прийти к власти, им не обязательно участвовать в каждых выборах, и они поддержали Бийю ради сохранения мира и экономического роста.
На парламентских выборах в июле 2007 года НСДП выиграли четыре из первоначально заявленных 163 мест  и выиграли еще два места (из 17 возможных) в избирательных округах, где выборы проводились повторно в сентябре, таким образом, выиграв в общей сложности шесть из 180 мест.
Белло Буба был переизбран на пост президента НСДП на партийном съезде в Бертуа 20–21 января 2007 года. Выступая 14 февраля 2009 года, Белло Буба защищал участие его партии в правительстве, заявив, что это дает ей возможность напрямую работать на благо страны таким образом, который был бы невозможен, если бы она просто критиковала правительство извне.

## Выборы

### Президентские выборы
| Выборы | Кандидат от партии           | Голоса    | %      | Результат |
| ------ | ---------------------------- | --------- | ------ | --------- |
| 1992   | Белло Буба Майгари           | 569,887   | 19.2   | Проигрыш  |
| 1997   | Бойкот                       | Бойкот    | Бойкот | Бойкот    |
| 2004   | Поддержали Поля Бийю из КНДД | 2,665,359 | 70.92  | Избран    |

### Выборы в Национальное собрание
| Выборы | Лидер партии       | Голоса  | %     | Места     | +/–  | Позиция | Исход                |
| ------ | ------------------ | ------- | ----- | --------- | ---- | ------- | -------------------- |
| 1992   | Белло Буба Майгари | 770,586 | 35.5% | 68 из 180 | ▲ 68 | ▲ 2-е   | Оппозиция            |
| 1997   | Белло Буба Майгари | 392,712 | 13.5% | 13 из 180 | ▼ 55 | ▼ 3-ие  | Оппозиция            |
| 2002   | Белло Буба Майгари |         |       | 1 из 180  | ▼ 12 | ▼ 5-е   | Правящее большинство |
| 2007   | Белло Буба Майгари | 355,903 | 11.4% | 6 из 180  | ▲ 5  | ▲ 3-ие  | Правящее большинство |
| 2013   | Белло Буба Майгари | 478,503 | 11.9% | 5 из 180  | ▼ 1  | ▬ 3-ие  | Правящее большинство |
| 2020   | Белло Буба Майгари |         |       | 7 из 180  | ▲ 2  | ▲ 2-е   | Правящее большинство |